# São José (Ponta Delgada)
São José ist eine portugiesische Gemeinde (Freguesia) im Kreis (Município) von Ponta Delgada auf der Azoreninsel São Miguel. In ihr leben 5756 Einwohner (Stand 19. April 2021).

## Geschichte
Die Ortschaft entstand im Zusammenhang mit der Mitte des 16. errichteten Festung Castelo de São Brás, später auch Forte de São Brás bezeichnet. Sie erfuhr im 18. und dann im 19. Erweiterungen. 1940 wurde hier das Militärhauptquartier der Azoren eingerichtet, bevor 2006 hier das Militärmuseum der Azoren eröffnet wurde.

## Söhne und Töchter der Gemeinde
- Berta Cabral (* 1952), Politikerin
- Sofia Ribeiro (* 1976), Lehrerin und Politikerin, seit 2014 ist sie Europaabgeordnete